# آگوست پمپوین
آگوست پمپوین (به انگلیسی: Auguste Pompogne) ژیمناست زادهٔ ۵ دسامبر ۱۸۸۲ میلادی اهل کشور فرانسه است.